# Инагава-кай

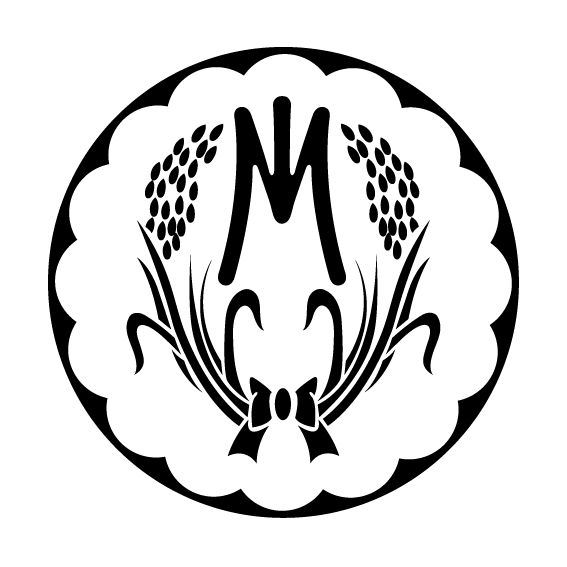

Инагава-кай (яп. 稲川会) — третья по численности преступная группировка в японской мафии якудза. Число членов Инагавы-кай оценивается до 15 000 человек. Она базируется в регионе Канто. Инагава-кай стала одной из первых группировок якудзы, начавших свою деятельность за пределами Японии.

## История

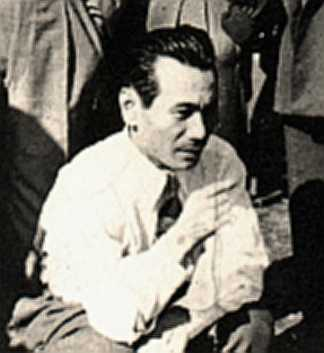
Тацуо Дэгути (род. 1923 в Миядзаки — 1955), влиятельный якудза периода ранней истории Инагава-кай.

Инагава-кай была основана в городе Атами в 1949 году как Инагава-гуми (яп. 稲川組) Какудзи Инагавой. Большинство членов группировки было взято из бакуто (карточные игроки) и нелегального игрового бизнеса, который использовался как основной источник доходов. Кроме того группировка начала заниматься наркоторговлей, вымогательством и сутенёрством.
Инагава-гуми была переименована в Инагава-кай в 1972 году. После Какудзи Инагавы группировку возглавил Сусуму Исии, достигший с Инагавой-кай беспрецедентного финансового процветания в 1980-е годы, во время так называемой Экономики японского пузыря. В какой-то момент активы Инагавы-кай оценивались $1,5 миллиарда. После смерти Исии в 1990 году сын Какудзи Инагавы Тои Инагава стал кумитё и управлял группировкой до своей смерти в мае 2005 года. Ёсио Цунода принял на себя руководство в 2006 году и также руководил Инагавой-кай до своей смерти в феврале 2010 года. Кадзуо Утибори мог стать следующим главой Инагавы-кай, но поскольку он приходился кровным братом Тэруаки Такэути, влиятельному члену группировки Ямагути-гуми, он не смог занять эту позицию.
В феврале 2009 года хомбу (штаб-квартира) переместилась из токийского квартала Роппонги в чуть более северный квартал Акасака, что вызвало резкое сопротивление со стороны местных резидентов и политических кругов. Таким образом можно предположить, что штаб-квартира Инагавы-кай вскоре может снова переехать в другое место.
Инагава-кай помогала населению, пострадавшему от землетрясения и последовавшего цунами в 2011 году отправляя гуманитарную помощь в пострадавшие районы. В целом Инагава-кай переправила свыше 100 тонн груза, включая лапшу рамэн, ростки фасоли, бумажные полотенца, аккумуляторы, фонари, чай и питьевую воду, в регион Тохоку.

## Ключевые персоны
Ключевыми фигурами Инагавы-кай в XX веке были: Тацуо Дэгути (известный как «Марокканский Тацу» или «Тацу из Марокко»), Ёсимидзу Кинго, Кидзин Иноуэ, Сусуму Исии, Харуки Сё и Киитиро Хаяси. Харуки Сё (яп. 趙春樹), известный как «босс Готембы», происходил из китайцев, привезённых в эпоху японского колониализма на принудительные работы в Японию. Он стал известен как главный советник при 3-х поколениях Инагавы-кай и является одним из самых почитаемых членов в группировке за всю её историю.

## Лидеры
- 1-й кайтё: Сэйдзё Инагава (настоящее имя: Какудзи Инагава)
- 2-й кайтё: Такамаса Исии (настоящее имя: Сусуму Исии)
- 3-й кайтё: Юко Инагава (настоящее имя: Тои Инагава)
- 4-й кайтё: Ёсио Цунода
- 5-й кайтё: Киёта Дзиро (корейского происхождения, настоящее имя Син Бён Гю, 신병규)